# De vrolijke vrouwtjes van Windsor (toneelstuk)

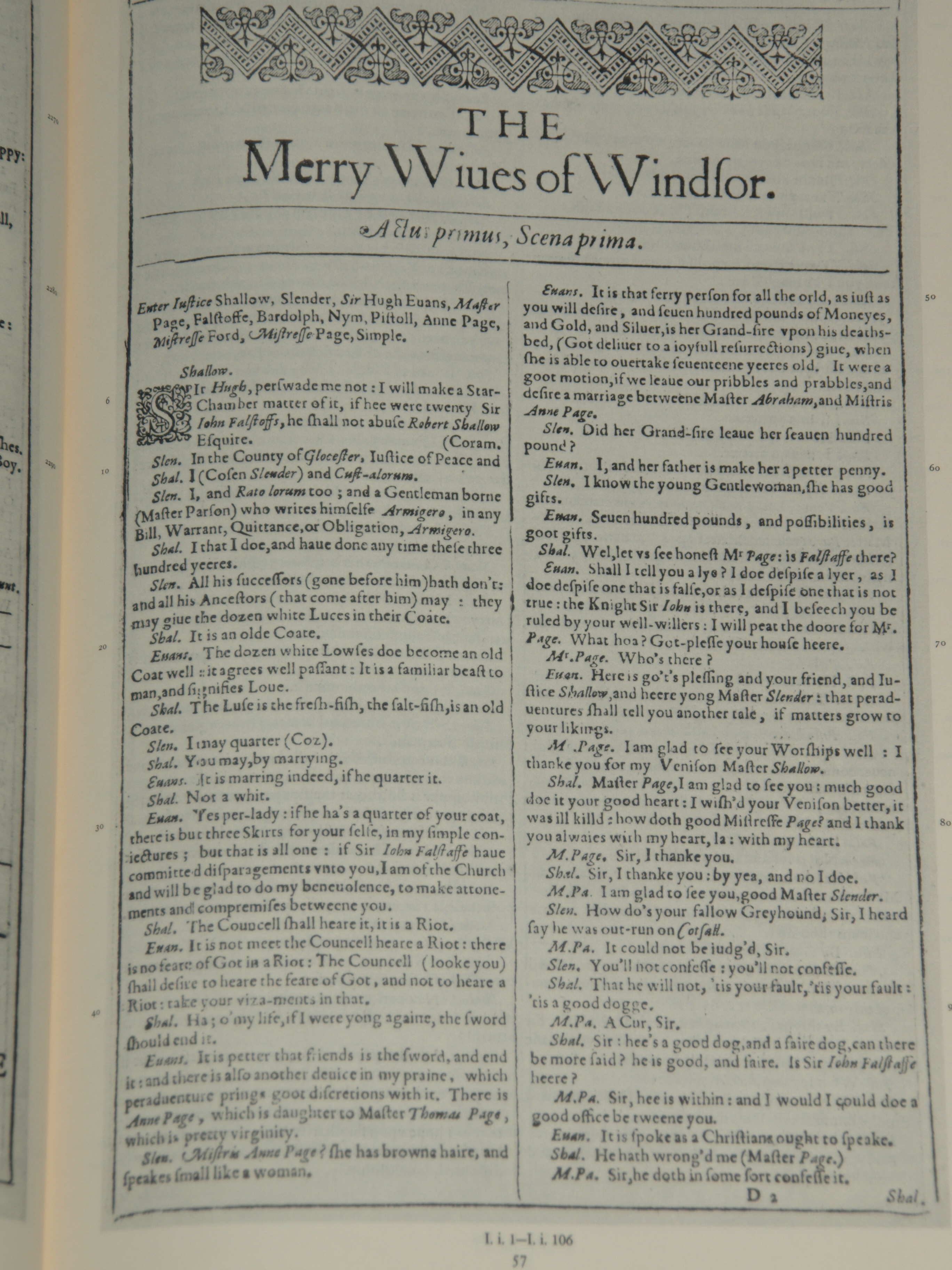
The Merry Wives of Windsor, First Folio van 1623

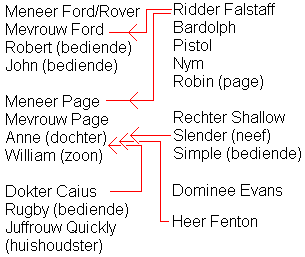
Relatieschema

De vrolijke vrouwtjes van Windsor (Engelse titel: The Merry Wives of Windsor)  is een komedie van William Shakespeare, voor het eerst gepubliceerd in 1602, maar vermoedelijk vóór 1597 geschreven. Het stuk bevat vijf bedrijven en verhaalt over het dorp Windsor, in de schaduw van het hof.
De componist Otto Nicolai en de librettist Salomon Hermann verwerkten het toneelstuk tot een opera: Die lustigen Weiber von Windsor.

## Tekst
The Merry Wives of Windsor werd op 18 januari 1602 ingeschreven in het Stationers' Register. Van de tekst bestaan twee verschillende versies, een in de First Quarto (1602) en een andere in de First Folio (1623). De Folio is gedrukt op basis van een manuscript dat mogelijk was gebaseerd op een playhouse promptbook, een boek met aanwijzingen voor de acteurs. De Quarto is waarschijnlijk een reconstructie uit het geheugen door acteurs die gedeelten van het stuk gespeeld hadden tijdens de eerste optredens. De Quartoversie is maar de helft van die van de Folio. Het gaat dus waarschijnlijk om een slecht herinnerd verslag of een afgeslankte versie. Moderne versies zijn gebaseerd op de Folio-uitgave, hoewel de toneelaanwijzingen van de Quarto voor bepaalde passages werden geïntegreerd in de moderne edities.

## Samenvatting
In The Merry Wives of Windsor maken we kennis met de burgers van Windsor, die in de schaduw leven van het hof. We zien meneer en mevrouw Ford, meneer en mevrouw Page, met hun kinderen Anna en William, de Duitse dominee Evans, de Franse dokter Caius en rechter Shallow met zijn volgzame neef Slender.
Sinds kort heeft een ridder, sir John Falstaff, zich met zijn gevolg gevestigd in de plaatselijke herberg. Hij zit krap bij kas en wil daarom twee welgestelde getrouwde vrouwen, mevrouw Ford en mevrouw Page, het hof maken. Hij weet echter niet dat ze bij elkaar te rade gaan over deze onverwachte liefdesverklaring. De vrouwen besluiten hem deze streek betaald te zetten en schakelen mevrouw Quickly in als bode.
Meneer Ford, jaloers van nature, krijgt lucht van de bedoelingen van ridder Falstaff en maakt plannen om hem met zijn vrouw te betrappen. Hij gaat, vermomd als heer Rover, op bezoek bij ridder Falstaff om hem cruciale informatie te ontfutselen.
Anna Page is inmiddels geliefd bij drie mannen in het dorp: Slender probeert via zijn oom, rechter Shallow, en dominee Evans een ingang te vinden door haar vader in te palmen. Dokter Caius, van Franse afkomst, gooit hoge ogen bij haar moeder. Jonge heer Fenton ten slotte, spreekt haar direct aan, tegen de wil van haar ouders.
De dominee verzoekt mevrouw Quickly in een brief om een goed woordje te doen voor Slender bij juffrouw Anna. Dokter Caius onderschept dit bericht en denkt dat de dominee Anna wil en daagt hem daarom uit voor een duel. De waard lost dit sluw op, waarop beide mannen zich voornemen hem deze grap betaald te zetten.
Tijdens een ontmoeting in het bos in het vijfde bedrijf komen alle dorpelingen bij elkaar. Sir John krijgt zijn verdiende loon en juffrouw Anna laat blijken met wie ze zal trouwen.
- Bibliothèque nationale de France: cb14617046z (data)
- Catàleg d'autoritats de noms i títols de Catalunya: 981058615862806706
- Gemeinsame Normdatei: 4099364-4
- Library of Congress Control Number: n96064013
- MusicBrainz work: 91ad61af-f8ce-411f-9b5d-efa167de2aea
- Nationale bibliotheek van Australië: 35492093
- Nationale Bibliotheek van Israël: 987007520685205171
- Système universitaire de documentation: 096375515
- Virtual International Authority File: 182357512